# Grüco
Grüco is een Duits historisch merk van motorfietsen.
De bedrijfsnaam was: Grüco Motorradwerke, Grüning & Co. GmbH, Hamburg.
Grüning & Co was een van de vele Duitse bedrijven die in de eerste helft van de jaren twintig motorfietsen gingen maken om te voldoen aan de vraag naar goedkope vervoermiddelen. Daarvoor moest men inbouwmotoren van een of meer andere merken inkopen. In het geval van Grüco waren dat 346cc-motoren van het gespecialiseerde merk Kühne, waarmee de productie in 1924 werd aangevangen. Hoewel die productie al in 1925 eindigde, wist men toch een 341cc-kopklepmotor in eigen beheer te ontwikkelen.